# Calle de Miguel Íscar
La calle de Miguel Íscar es una vía urbana de la ciudad española de Valladolid.

## Descripción y características
Vial amplio situado en una situación céntrica, la calle fue levantada sobre el cauce del ramal sur del río Esgueva, datándose ya en 1862 el proyecto de encauzamiento. El terreno habría sido antaño uno de los límites de la morería o aljama de Valladolid. Su nombre rememora al alcalde de Valladolid Miguel Íscar Juárez. En la fachada del número 15 de la calle, el maestro de obras Antonio Ortiz de Urbina hizo uso de ornamentación modernista. Otro maestro de obras, Modesto Coloma, también dejaría su impronta en la calle, con proyectos como los de las casas de los números 4 y 14.